# Каролино-Бугаз
Каролино-Бугаз — село в Белгород-Днестровском районе Одесской области, центр Каролино-Бугазской территориальной общины. Каролино-Бугаз плотно граничит с юга с пгт Затока, сам населённый пункт Каролино-Бугаз расположен частично на возвышенности (горе), имеет несколько баз отдыха и пансионатов. Имеет две школы: школа-интернат и общеобразовательная школа.

## Курортное назначение

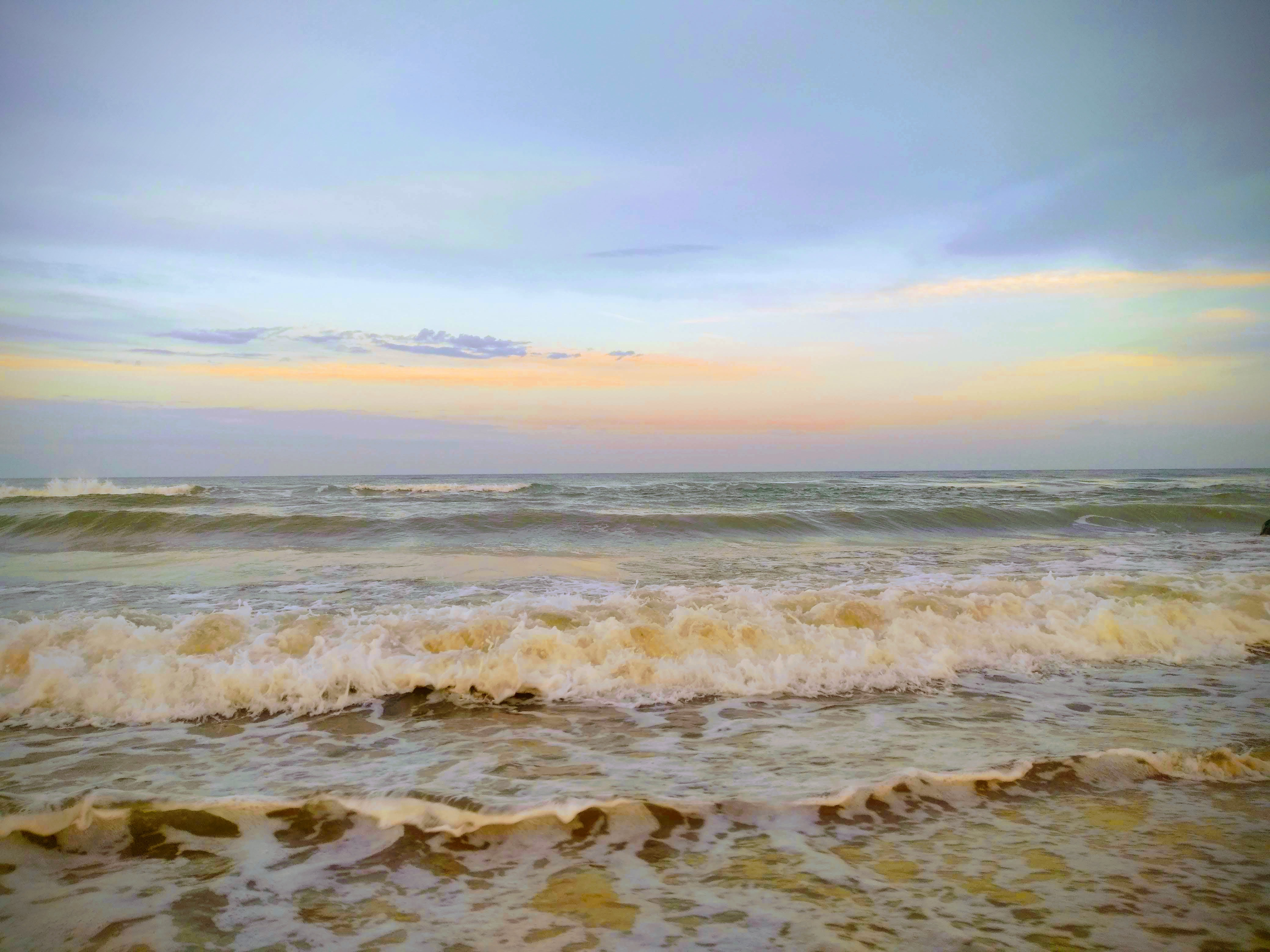
Побережье Чёрного моря

Каролино-Бугаз, благодаря своему географическому расположению между Чёрным морем и Днестровским лиманом является курортной зоной.
Расположено очень много пансионатов и баз с различным уровнем сервиса и комфорта.

## История
Татарское селение Бугаз (Буаз) известно с 1770-х гг. Во время русско-турецкой войны 1787—1791 гг. было уничтожено. После 1792 г. территория современного села вошла в границы земельной дачи А. М. Грибовского (7500 дес.), которую 1802 выкупил подольский граф Игнаций Сцибор-Мархоцкий. Место селения Бугаз было снова заселено в начале 1820-х сыном Игнация — Каролем Сцибор-Мархоцким, в честь которого получило своё второе название — Каролино. Впервые селение «Каролино» упомянуто в завещании И. Сцибор-Мархоцкого от 14 декаюря 1822 г. 
Со второй половины 1820-х, хутором владела младшая сестра Кароля — Эмилия, графиня Сцибор-Мархоцкая (в замужестве  - Ингистова). 
С этого времени и до 1918 хутор Каролино (Бугаз), хутор Терновый (Ингистова, Медзиховского) и село Грибовка (Андриановка) принадлежали семье Ингистовых. 
Утвердившаяся ошибочная версия о том, что Каролино-Бугаз назван в честь Каролины Собаньской не имеет никаких документальных подтверждений и является версией литераторов.
В 1945 г. Указом ПВС УССР село Каролино-Бугаз переименовано в Затоку.
В 1990 г. селу возвращено историческое название.

## Транспорт
Железная Дорога: Каролино-Бугаз лежит на пути Измаильского направления Одесской железной дороги, поэтому туда можно приехать электропоездами, следующими из Одессы в Белгород-Днестровский,Измаил, Рени, Арциз.  
С районным центром соединён автобусным сообщением , маршрут 534, а  областным центром маршрут 601. Также в районный и областной центры ходят электропоезда.

## Интересные факты
Каролино-Бугаз упоминается в повести В. Катаева "Белеет парус одинокий..."